# Panserskibet Odin ("Bougvand")
|  | Denne artikel er oprettet af botten Steenthbot ud fra en ekstern database. Den kan derfor have sproglige fejl eller mangler. Denne skabelon kan fjernes efter kontrol af indholdet. |

Panserskibet Odin ("Bougvand") er en dansk dokumentarisk optagelse fra 1900 instrueret af Peter Elfelt.

## Handling
Optagelser af panserskibet "Odin's" bov. Matroser arbejder ved redningsbåd i forgrunden.